# L'etrusco uccide ancora
Pour plus de détails, voir Fiche technique et Distribution.
L'etrusco uccide ancora (traduction littérale : l'Étrusque tue de nouveau) est un giallo sorti en 1972, du réalisateur italien Armando Crispino, avec une musique de Riz Ortolani,. Il est sorti en Allemagne sous le titre de Das Geheimnis des Gelben Grabes, en France sous le titre d'Overtime et en Espagne sous le titre El dios de la muerte asesina otra vez. Le film a été produit par Artur Brauner et l'histoire est tirée d'un roman policier de Bryan Edgar Wallace.

## Synopsis
Deux jeunes à la recherche d'un endroit pour faire l'amour sont brutalement assassinés dans une tombe étrusque qui avait récemment été violée par un groupe d'archéologues, dirigé par le Prof. Porter (Alex Cord). Les cadavres sont positionnés de manière à indiquer qu'ils ont été assassinés en sacrifice au dieu de la mort étrusque Tuchulcha. Plusieurs autres meurtres se produisent, se concentrant sur des membres de l'équipe d'archéologie et des amis du Prof. Porter.

## Fiche technique
- Réalisation :	Armando Crispino
- Scénario : Lucio Battistrada, Armando Crispino
- Maison de production : Mondial Te.Fi, Inex Film, CCC Filmkunst
- Distribution en italien : Titanus
- Photographie : Erico Menczer
- Montage :	Alberto Gallitti
- Effets spéciaux :	Armando Grilli
- Musique : Riz Ortolani
- Décor : Giantito Burchiellaro
- Costumes : Luca Sabatelli
- Maquillage : Nilo Jacoponi
- Durée : 101 min
- Genre: thriller
- Pays de production :  Italie,  Allemagne,  Yougoslavie
- Année : 1972

## Distribution
- Alex Cord : Prof. Jason Porter
- Samantha Eggar : Myra Shelton
- John Marley : Nikos Samarakis
- Enzo Tarascio : inspecteur Giuranna
- Carlo De Mejo : Igor Samarakis
- Horst Frank : Stephen
- Enzo Cerusico : Alberto
- Daniela Surina : Irene
- Vladan Milasinovic : Otello
- Christiane Von Blank : Velia
- Mario Maranzana : Vitanza
- Pier Luigi D'Orazio : Minelli
- Wendy D'Olive : Giselle
- Ivan Pavicevac : policier
- Nadja Tiller : Leni Schongauer Samarakis